# 360 Gradi
360 Gradi è stato un duo composto da Stefano Gentili e Marco Faragli, noto tra la fine degli anni novanta e l'inizio degli anni duemila.

## Carriera
I due sono cresciuti insieme con esperienze legate alla musica dance; hanno collaborato con produttori artistici come Giancarlo Bigazzi e Claudio Mattone. Nel luglio 1999 la band si è fatta conoscere grazie al successo estivo Sandra, scritto insieme a Marco Ciappelli e Diego Calvetti, entrato in classifica in Italia. Nel gennaio 2000 tornano a proporsi con il singolo Ba ba bye, che è entrato nella classifica italiana. Nel luglio 2000 esce il nuovo singolo Giorno di sole, che subito Antonio Ricci sceglie per accompagnare l'apertura della sua trasmissione Estatissima Sprint. Sempre nello stesso anno esce l'album Farenight contenente undici pezzi.
Nell'ottobre 2002, giocando in studio con un brano di Lou Reed, nasce You & Me. Nel frattempo i 360 Gradi vengono scelti ufficialmente da Fiorello e da Marco Baldini per scrivere la sigla della trasmissione radiofonica Viva Radio 2. Il singolo E poi... non ti ho vista più, del 2003, cantato e interpretato insieme a Fiorello, ha raggiunto la nona posizione nella classifica dei singoli italiana nell'estate del 2003. La canzone Giorno di sole dei 360 Gradi è stata la sigla iniziale della trasmissione Mixtime - Cinema Musica Spettacolo condotta da Fabio Irco, in onda su RTV 38.

## Discografia parziale

### Album
- 2001 - Farenight

### Singoli
- 1999 - Sandra
- 2000 - Ba ba bye
- 2000 - Giorno di sole
- 2002 - You and Me
- 2003 - E poi... non ti ho vista più (feat. Fiorello)